# 南克基拉
南克基拉（希臘語：Νότια Κέρκυρα），是希腊伊奧尼亞群島大區克基拉专区的一个市镇，市镇面积为145.0平方公里，2011年人口数量为15,681人。该市镇位于克基拉島的南部，行政中心为莱夫基米。

## 行政
南克基拉市镇成立于2019年的地方政府改革中。当时原有的克基拉市镇分成三个新的市镇。南克基拉市镇再下分为3个市区。